# Gai Sexti Calví
|  | Per a altres significats, vegeu «Gai Sexti Calví (orador)». |

Gai Sexti Calví (llatí: Gaius Sextius Calvinus) va ser un magistrat romà del segle ii aC. Formava part de la gens Sèxtia, una gens romana d'origen plebeu.
Va ser elegit cònsol l'any 124 aC. El 123 aC va rebre l'administració de la Gàl·lia i va fer la guerra als sal·luvis, als que va derrotar i va fundar Aquae Sextiae.